# Platycypha eliseva
Platycypha eliseva – gatunek ważki z rodziny Chlorocyphidae.